# Боснийские пирамиды

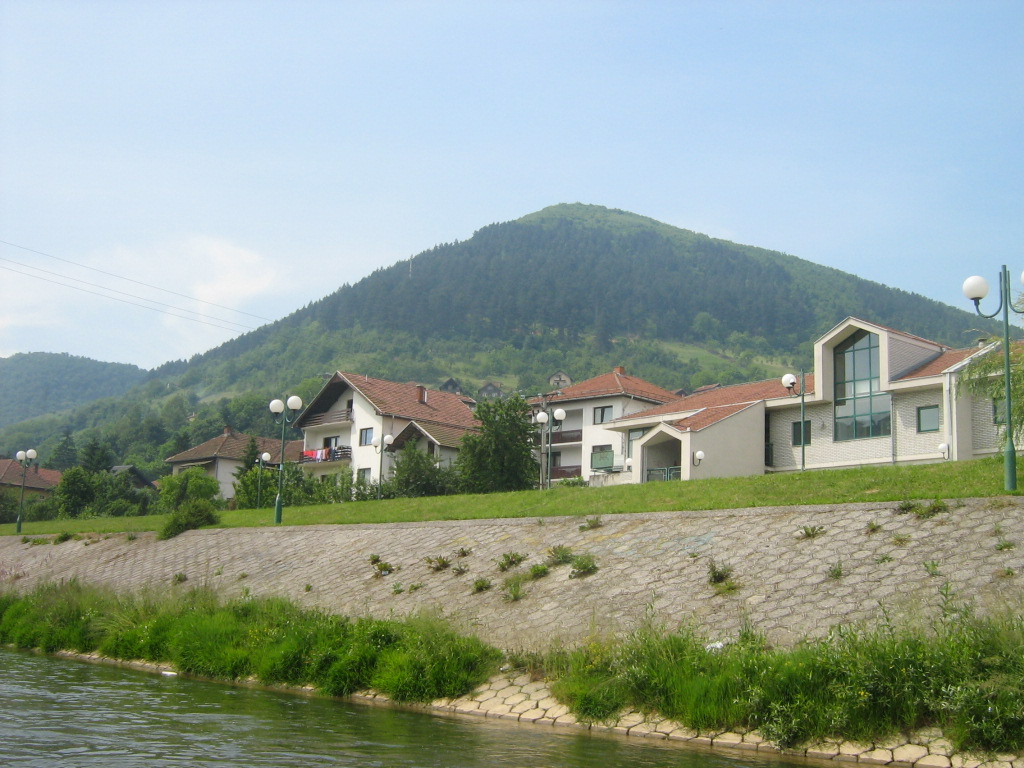
Холм Височица над городом Високо, 2007

«Боснийские пирамиды» — псевдонаучная сенсация, раздутая мировой прессой в 2006 году. Под «пирамидами» понимаются флэтайроны — природные геологические образования близ боснийского города Високо (к северо-западу от Сараево).
Гора Височица высотой 213 метров, на которой когда-то располагался город Високи, действительно по форме напоминает пирамиду. Идея о том, что она скрывает под собой древнее рукотворное сооружение («крупнейшая в мире пирамида»), принадлежит археологу-любителю Семиру Османагичу. Он утверждал, что при раскопках обнаружил «мощёные площади и туннели», «каменные блоки» и «древний цемент». Османагич также заявлял, что в его раскопках принимали участие специалисты из многих стран: Австралии, Австрии, Ирландии, Шотландии и Словении. Однако на деле выяснилось, что многие археологи, на имена которых он ссылался, когда-то дали согласие участвовать в его раскопках, но в реальности на них не приехали. Раскопки начались в апреле 2006 года, причём в их ходе форма горы подверглась изменению таким образом, чтобы напоминать ступенчатую пирамиду.
С точки зрения геологии так называемые «пирамида солнца и пирамида луны» являются на деле природными формациями; следы человеческой деятельности, связанной с их сооружением, отсутствуют. Геологи подвергли критике власти Боснии за поддержку псевдонаучной сенсации. В 2010 году вышел художественный фильм на тему боснийских пирамид — «Похороненная страна».

Так называемая пирамида Солнца (по публикации Османагича)
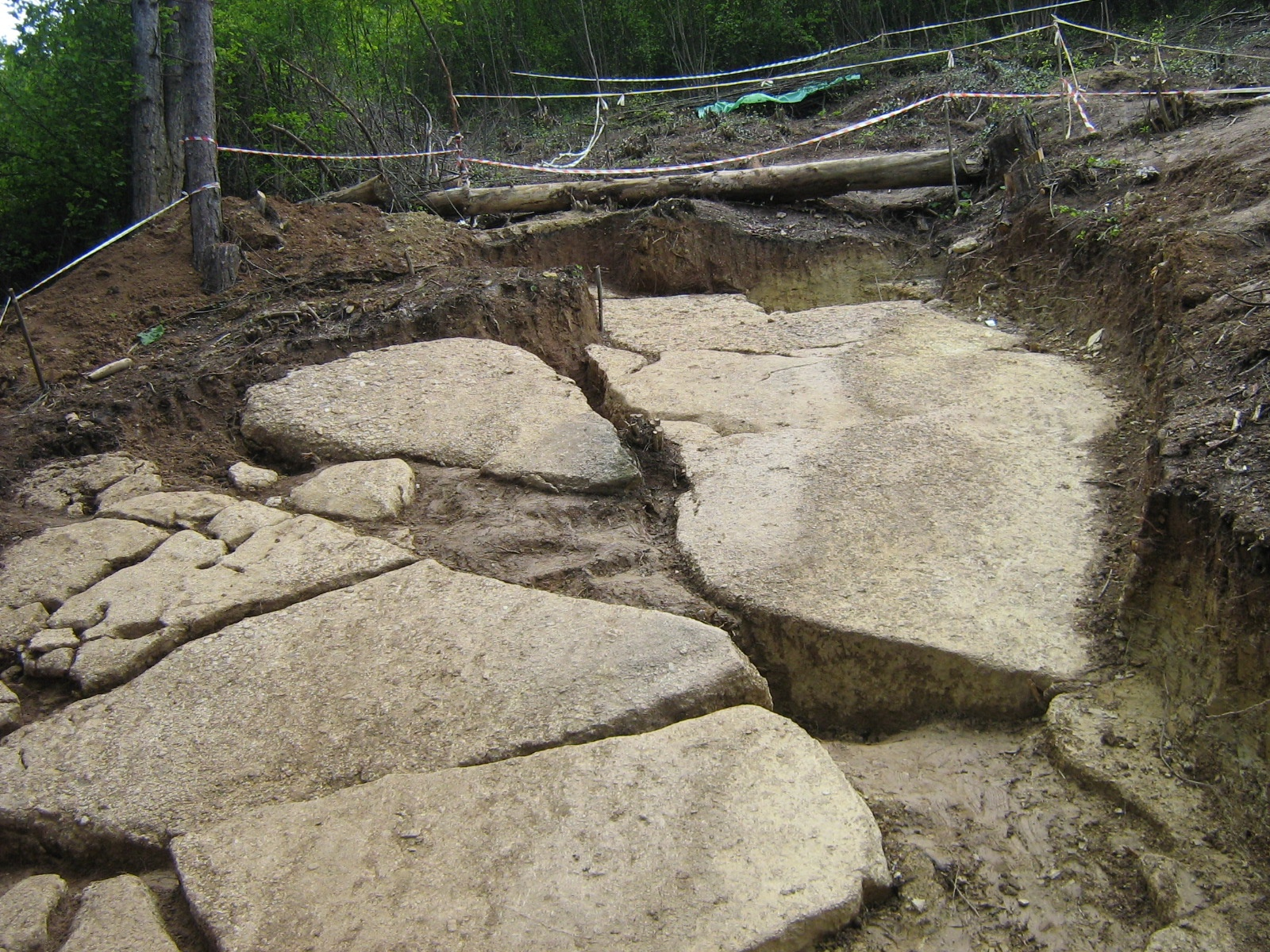
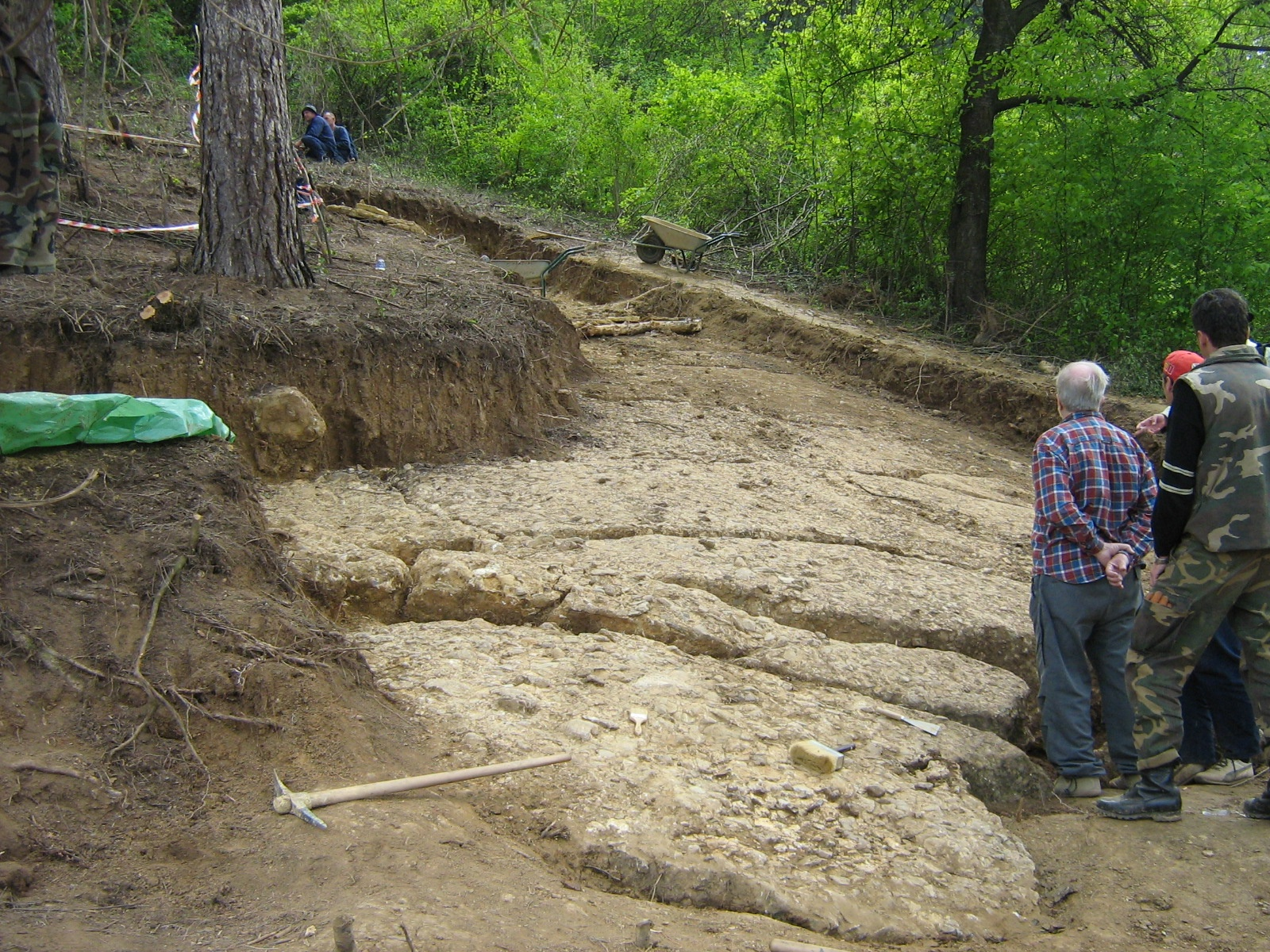
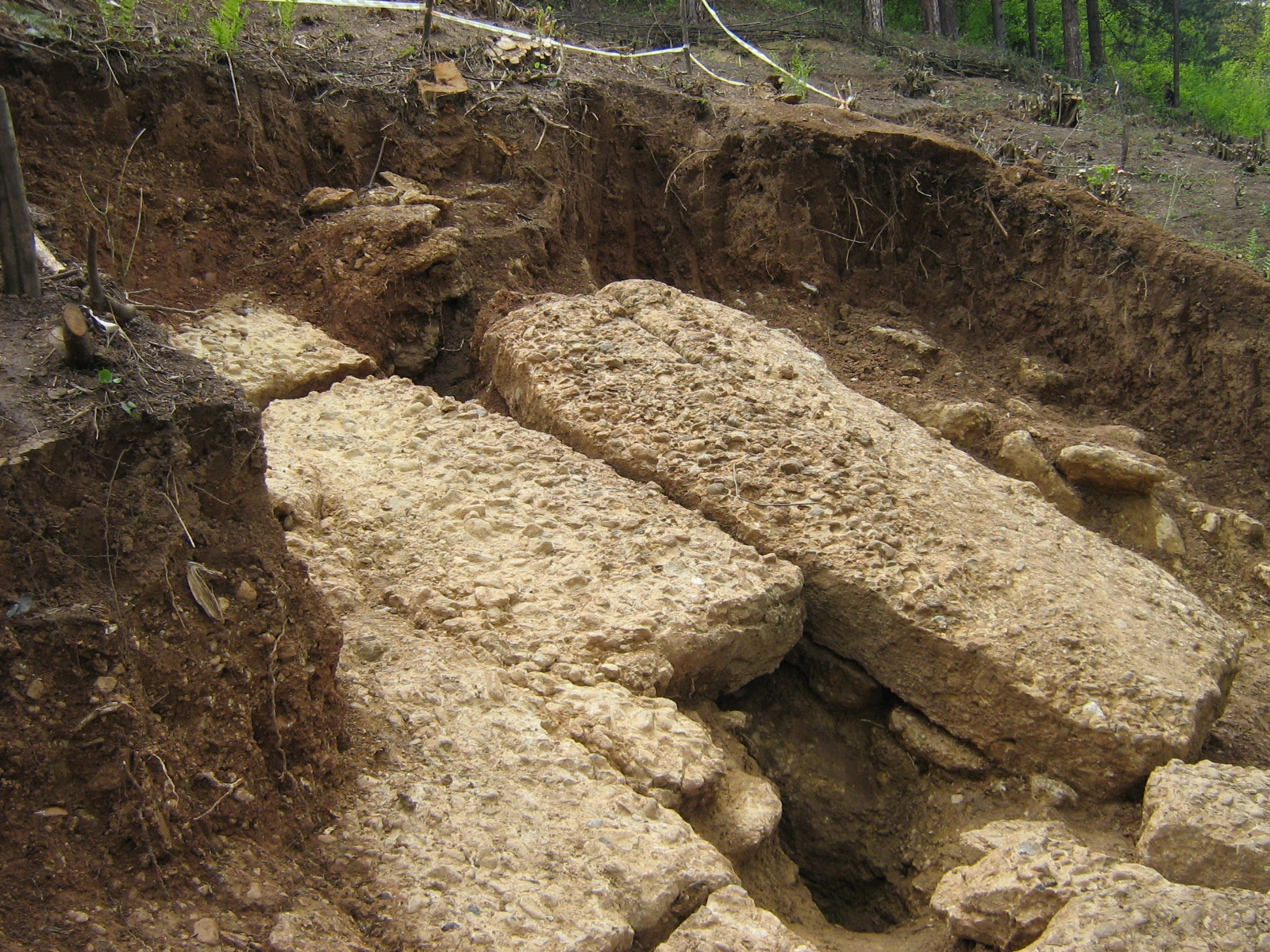
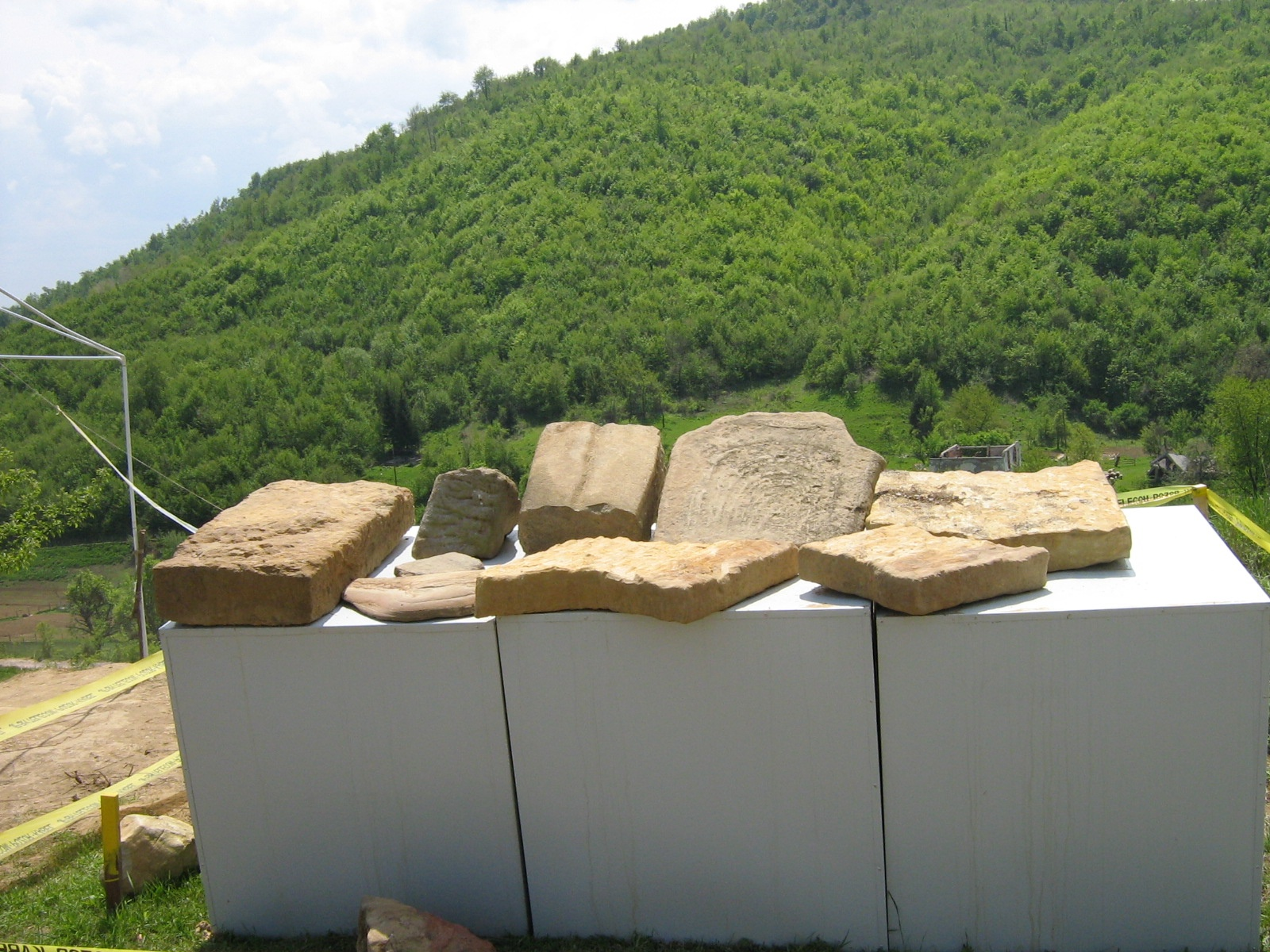

Равненские туннели
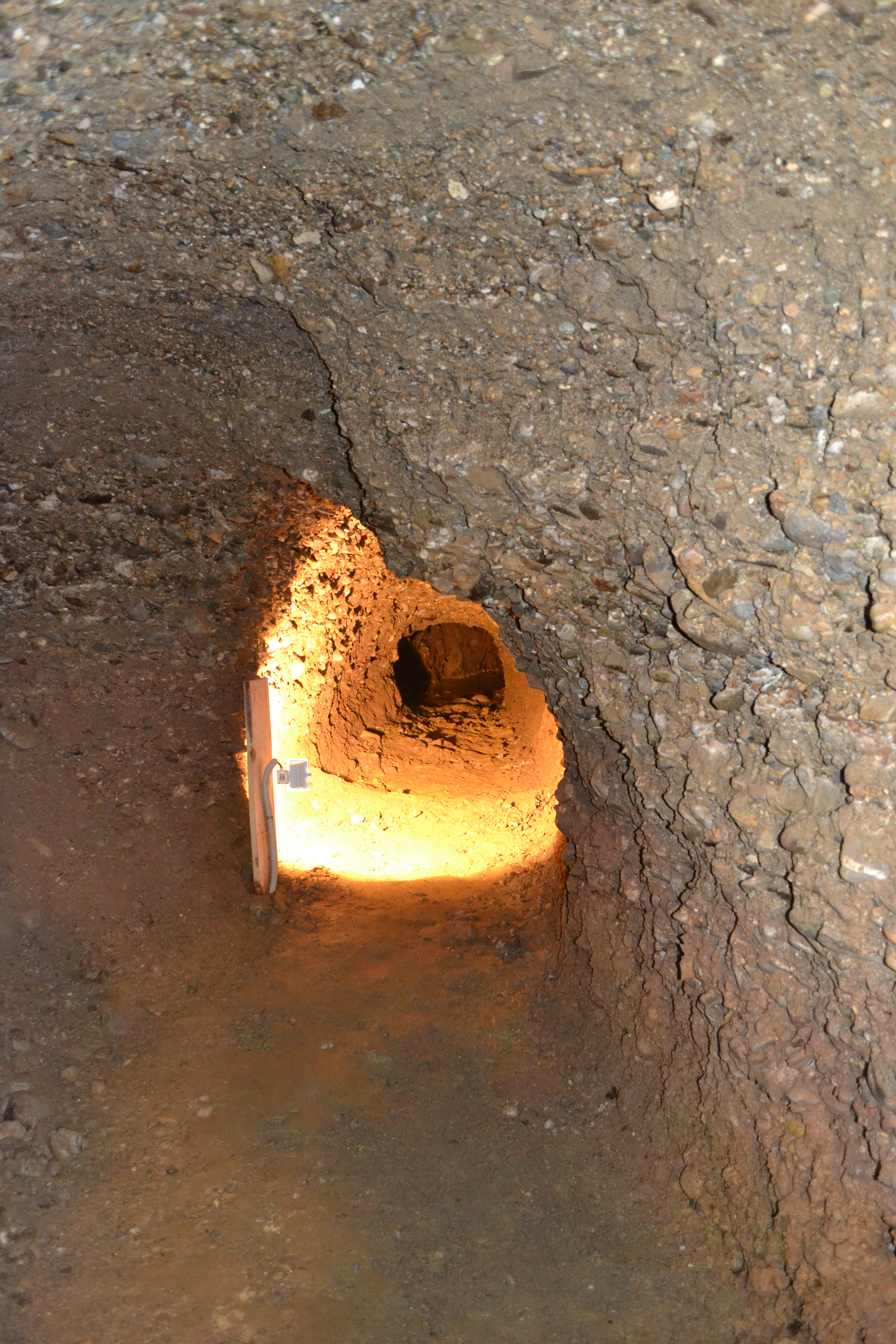
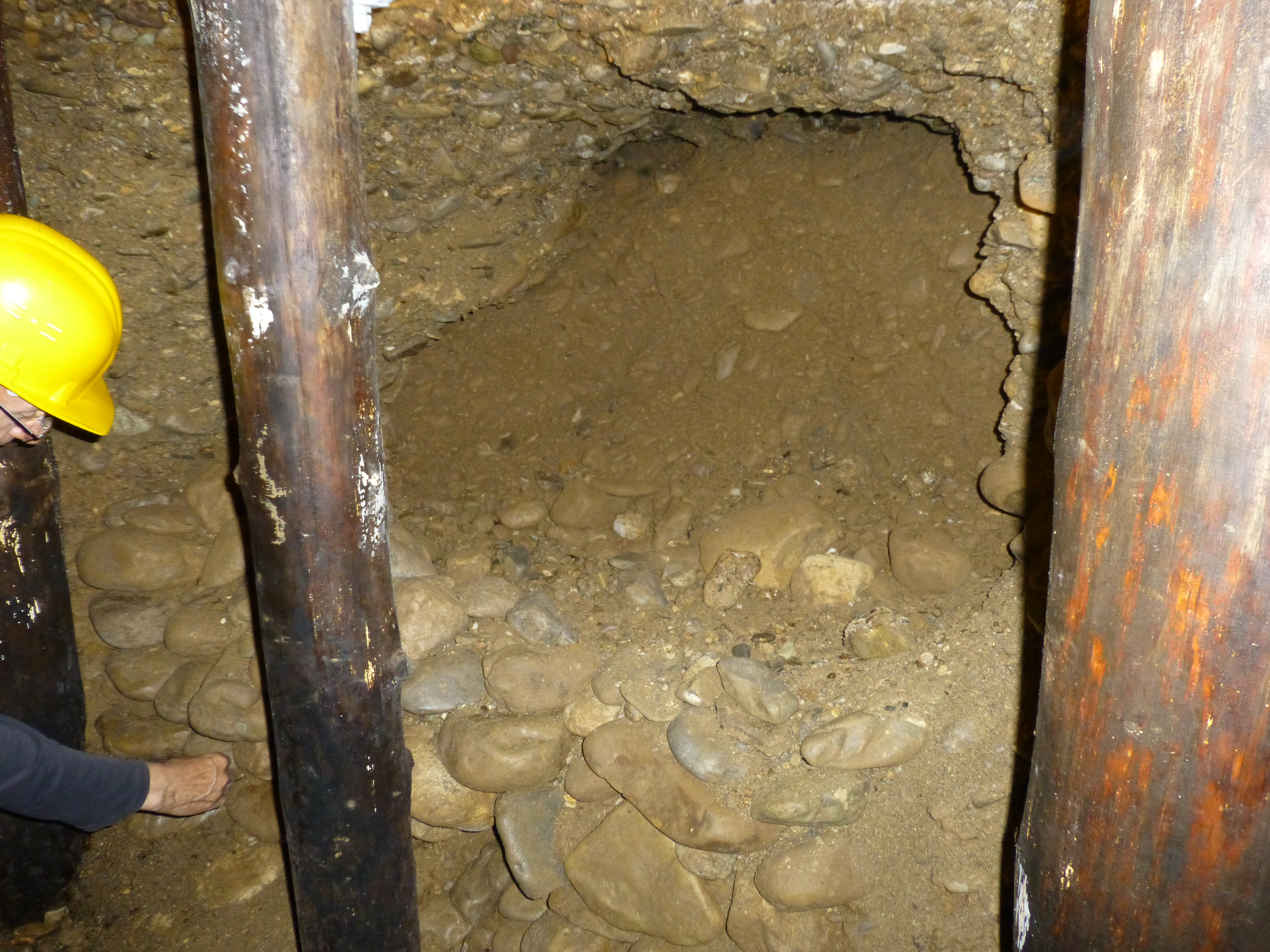
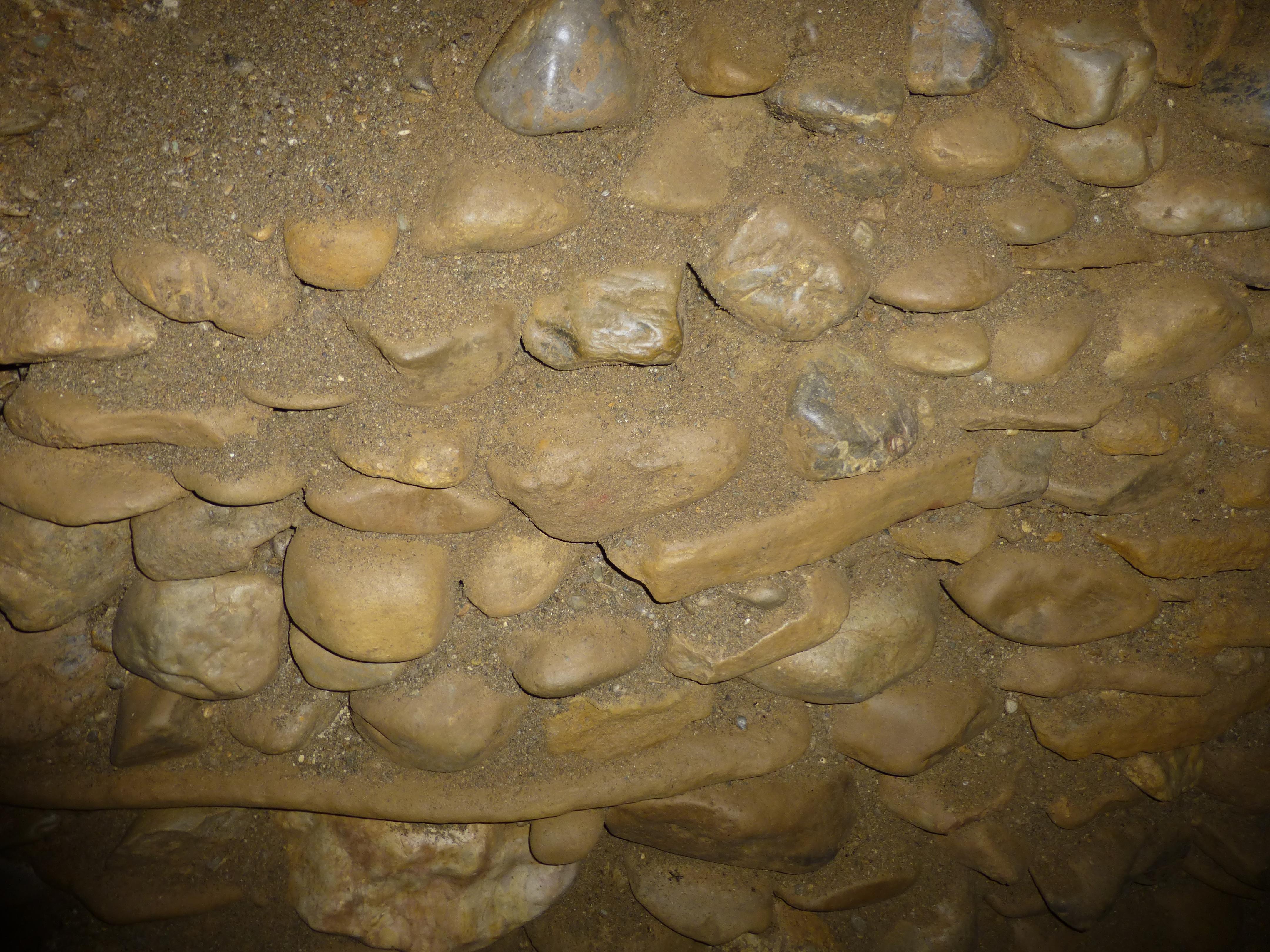
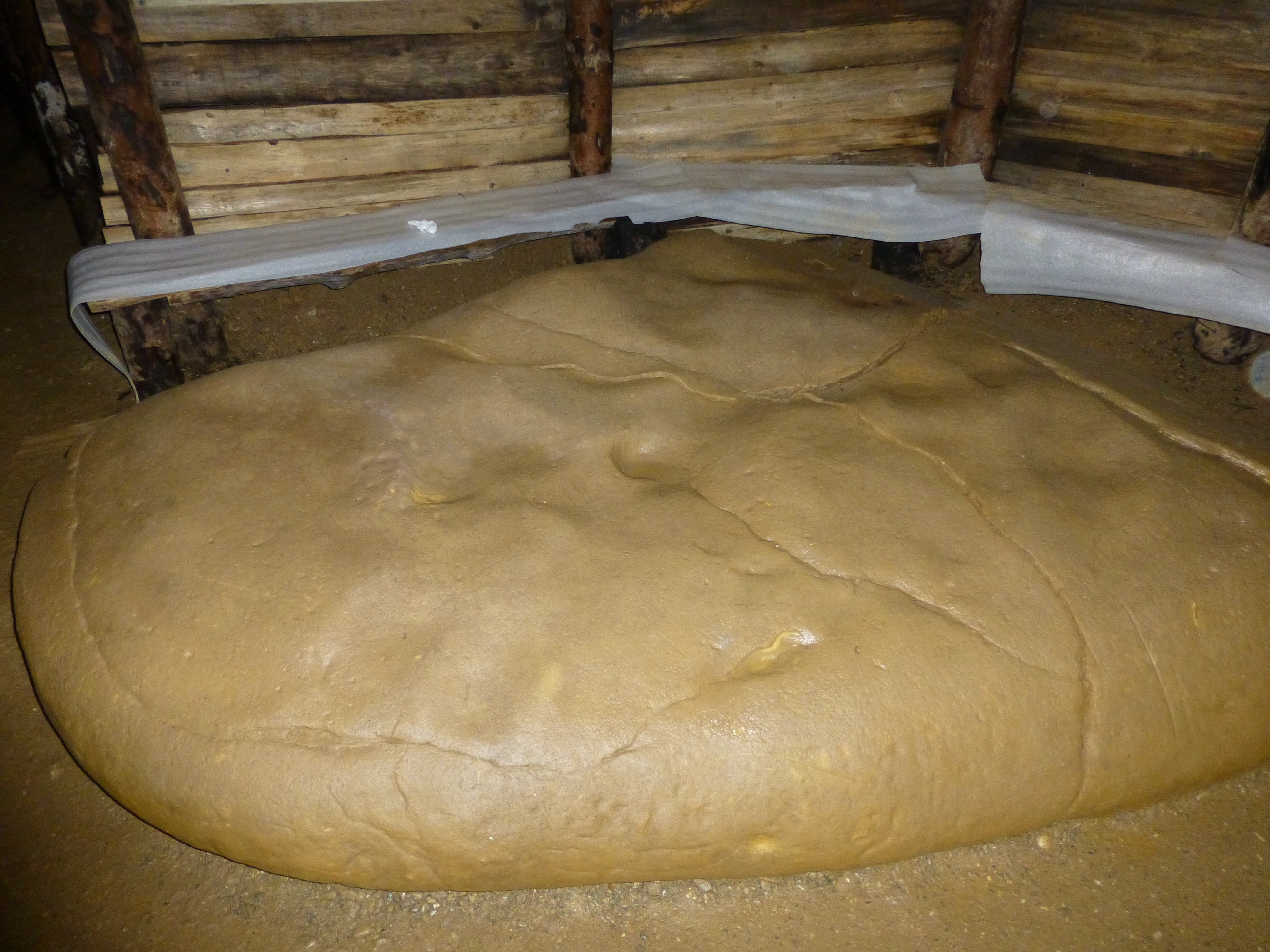

Слои холма Височица
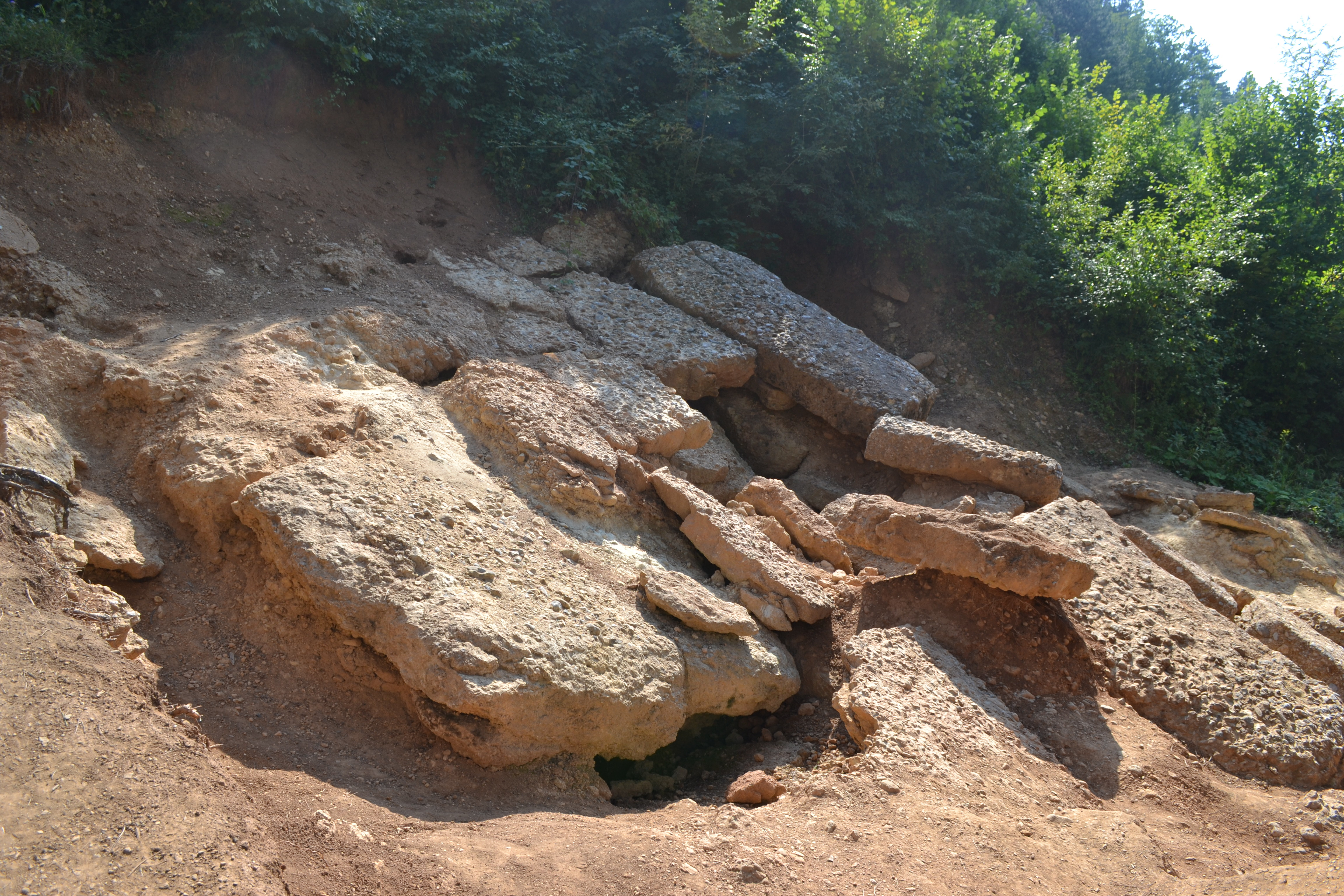
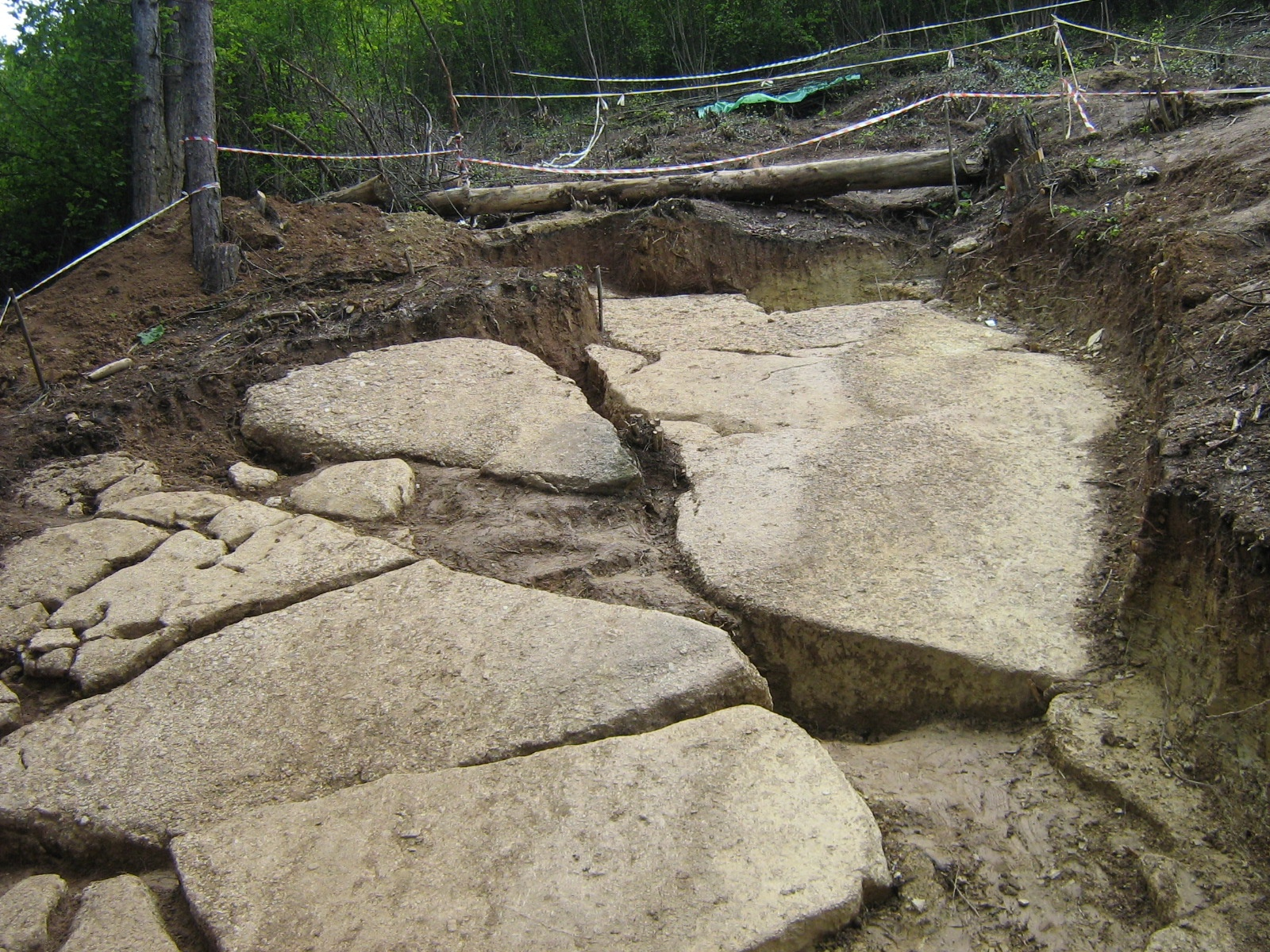
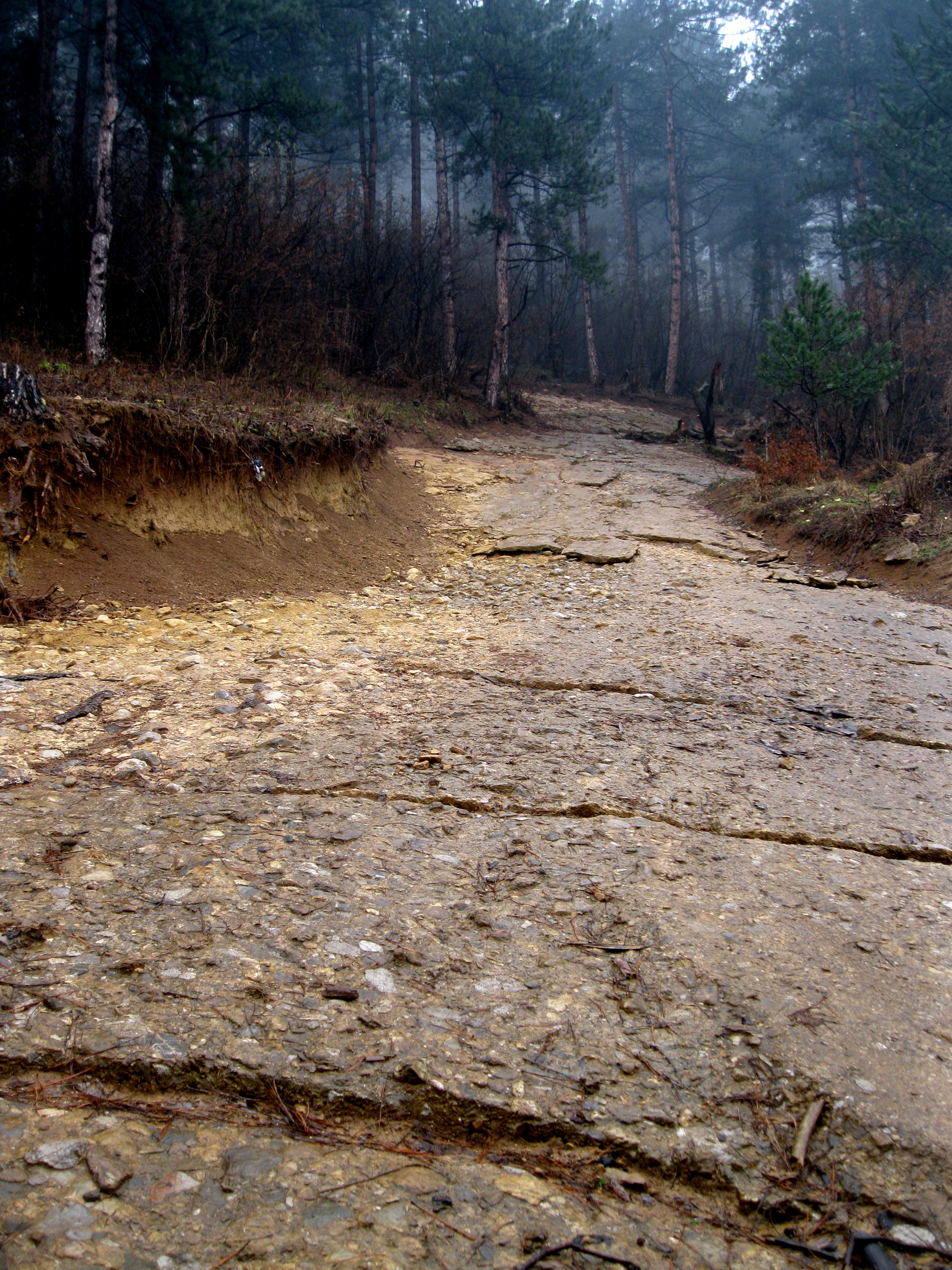